# Krzysztof Bukalski
Krzysztof Jan Bukalski (ur. 22 września 1970 w Krakowie) – polski piłkarz, pomocnik, trener. Karierę zakończył po rundzie jesiennej sezonu 2007/08.

## Kariera
Wychowanek Wandy Nowa Huta. W wieku 15 lat przeszedł do Hutnika Kraków, z którym awansował w sezonie 1989/90 do ekstraklasy. Jako zawodnik Hutnika zadebiutował  w reprezentacji Polski 15 marca 1995 w wygranym 4:1 meczu z reprezentacją Litwy w Ostrowcu Świętokrzyskim.
W drużynie Hutnika wystąpił w sumie w 243 meczach, w których zdobył 45 bramek.
W 1999 grając w barwach Wisły zdobył Mistrzostwo Polski. Zagrał w 332 meczach polskiej ekstraklasy zdobywając w nich 50 bramek. Przez 2,5 sezonu pełnił funkcję kapitana Górnika Zabrze.
Zimą 2007 roku zakończył piłkarską karierę.
W kwietniu 2010 roku został trenerem drugoligowego Przeboju Wolbrom
Od 1 lipca 2011 roku szkoleniowiec Garbarni Kraków.

## Sukcesy
- Mistrzostwo Polski z Wisłą Kraków, 1998/1999
- Puchar Belgii z KRC Genk, 1997/1998

## Reprezentacja Polski
| l.p. | Data                 | Miejsce                 | Przeciwnik  | Rezultat | Rozgrywki       | Grał   | Uwagi        |
| ---- | -------------------- | ----------------------- | ----------- | -------- | --------------- | ------ | ------------ |
| 1.   | 15 marca 1995        | Ostrowiec Świętokrzyski | Litwa       | 4-1      | towarzyski      | od 67' |              |
| 2.   | 25 kwietnia 1995     | Zabrze                  | Izrael      | 4-3      | elim. Euro 1996 | do 46' |              |
| 3.   | 7 czerwca 1995       | Zabrze                  | Słowacja    | 5-0      | elim. Euro 1996 | 90'    |              |
| 4.   | 29 czerwca 1995      | Recife                  | Brazylia    | 1-2      | towarzyski      | do 80' | Żółta kartka |
| 5.   | 16 sierpnia 1995     | Paryż                   | Francja     | 1-1      | elim. Euro 1996 | od 62' |              |
| 6.   | 6 września 1995      | Zabrze                  | Rumunia     | 0-0      | elim. Euro 1996 | od 63' | Żółta kartka |
| 7.   | 11 października 1995 | Bratysława              | Słowacja    | 1-4      | elim. Euro 1996 | od 90' |              |
| 8.   | 15 listopada 1995    | Trabzon                 | Azerbejdżan | 0-0      | elim. Euro 1996 | do 72' |              |
| 9.   | 2 czerwca 1996       | Moskwa                  | Rosja       | 0-2      | towarzyski      | od 46' |              |
| 10.  | 22 maja 1997         | Solna                   | Szwecja     | 2-2      | towarzyski      | od 69' | Gol          |
| 11.  | 31 maja 1997         | Chorzów                 | Anglia      | 0-2      | elim. MŚ 1998   | do 46' |              |
| 12.  | 14 czerwca 1997      | Katowice                | Gruzja      | 4-1      | elim. MŚ 1998   | 90'    | Gol          |
| 13.  | 6 września 1997      | Warszawa                | Węgry       | 1-0      | towarzyski      | od 68' |              |
| 14.  | 7 października 1997  | Kiszyniów               | Mołdawia    | 3-0      | elim. MŚ 1998   | od 78' |              |
| 15.  | 11 października 1997 | Tbilisi                 | Gruzja      | 0-3      | elim. MŚ 1998   | od 74' |              |
| 16.  | 8 lutego 1998        | Asunción                | Paragwaj    | 0-4      | towarzyski      | 90'    | Żółta kartka |
| 17.  | 22 kwietnia 1998     | Osijek                  | Chorwacja   | 1-4      | towarzyski      | od 74' |              |